# 特洛伊·托洛維斯基
特洛伊·崔佛·托洛維斯基（英語：Troy Trevor Tulowitzki，1984年10月10日—），出生於加利福尼亞州聖塔克拉拉，曾為美國職棒大聯盟的游擊手。此外，他的能力和領導才能是被比喻和小卡爾·瑞普肯、艾力士·羅德里奎茲和德瑞克·基特一樣的。

## 職業生涯

### 2006年－2007年

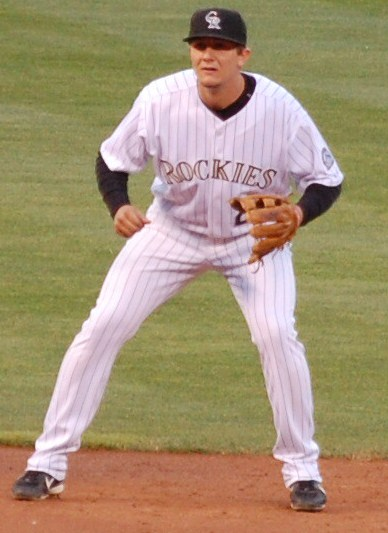
托洛維斯基擔任游擊手時的照片。

托洛維斯基是在2005年大聯盟選秀會中第1輪第7名被科羅拉多落磯所選中的選手。在2006年8月30日升上大聯盟，當時是面對紐約大都會的比賽，有4次的打擊機會，但有3次被三振。隔天同樣面對大都會的第2場比賽中，即從Óliver Pérez手中敲出大聯盟生涯的第1支安打（內野安打），並且有跑回本壘得分，球隊最後以8：4獲勝。9月4日，托洛維斯基從聖地牙哥教士的投手Woody Williams手中敲出大聯盟生涯的第1發全壘打，不過球隊最後是以7：5輸球。在今年的25場比賽中，留下0.240打擊率、1發全壘打及6分打點的成績。
2007年春訓，托洛維斯基的守備表現雖然不理想，但以優異的打擊成績獲得擔任先發游擊手。4月29日，對亞特蘭大勇士的比賽中，演出獨力三殺守備（unassisted triple play），成為大聯盟歷史上第13位演出此表現的選手，球隊最後以9：7獲勝。9月10日，擊出今年的第20發全壘打，成為國家聯盟新人單季裡面，擊出最多全壘打的選手，打破Ernie Banks所保持的紀錄（19發全壘打）。9月29日，從亞利桑那響尾蛇投手Dustin Nippert手中擊出生涯第1發滿貫全壘打，幫助球隊以11：1大勝。今年球季托洛維斯基共擊出24發全壘打，在國家聯盟最佳新人排名第2位。10月1日，球隊在延長13局以9：8擊敗教士，獲得以外卡資格進入季後賽，這也是托洛維斯基生涯第一次季後賽的比賽。季後賽第一輪國家聯盟分區賽的對手為費城費城人，10月4日的比賽中，托洛維斯基和左外野手麥特·哈勒戴演出背靠背（back-to-back）全壘打的表現，幫助球隊以10：5大勝費城人，並取的2勝0敗的聽牌優勢，第3場比賽則以2：1三連勝淘汰費城人，這也是隊史第1次打入國家聯盟冠軍賽。在季後賽托洛維斯基只有0.195打擊率，在41個打數中被三振15次，表現不理想。

### 2008年－2009年
2008年1月23日，落磯和托洛維斯基簽下6年3,100萬美金的合約，使托洛維斯基到2014年才會成為自由球員，這個合約在新人裡面僅次於萊恩·布勞恩和密爾瓦基釀酒人在2008年5月15日所簽下的8年4,500萬美金的合約。4月29日，左足大腿部受傷，4月30日生涯第一次進入傷兵名單，直到6月11日，才到小聯盟進行復健賽，6月20日，在對大都會的比賽中回到大聯盟擔任先發游擊手，4個打數沒有擊出安打，球隊最後以2：7落敗。7月5日右手撕裂傷，今年第二次進入到傷兵名單。7月21日脫離傷兵名單回到球場，以先發游擊手出賽，對手為洛杉磯道奇，5個打數擊出5支安打，但最後球隊以16：10落敗。2008年繳出0.263打擊率、8發全壘打及46分打點的成績。
2009年8月10日，托洛維斯基在對芝加哥小熊的比賽中，演出完全打擊的成績，幫助球隊以11：5大勝，這場比賽獲得生涯單場比賽中新高的7分打點，在大聯盟歷史上演出完全打擊的選手中，得分第3高的選手，也是隊史第5位有完全打擊表現的選手。今年繳出32發全壘打及92分打點的成績，在全美棒球記者協會投票國家聯盟MVP中，獲得第5名的成績。

### 2010年－至今
2010年6月17日，托洛維斯基因手腕斷裂進入傷兵名單。7月4日舉行的2010年美國職棒大聯盟全明星賽，托洛維斯基和烏瓦爾多·希門尼斯是落磯唯二獲選進入明星賽的選手，不過他因為受傷的關係，而無法在明星賽中比賽，而由大都會游擊手何塞·雷耶斯遞補。今年繳出0.315打擊率、27發全壘打及95分打點的成績，在國家聯盟MVP投票中獲得第2名。今年托洛維斯基獲得職業生涯的第1個國家聯盟游擊手美國職棒大聯盟銀棒獎及美國職棒大聯盟金手套獎。11月29日，落磯和托洛維斯基延長6年的合約，年限直到2020年，總值為1亿6千萬美金的合約。

### 2015年
7月27日，從科羅拉多落磯被交易至多倫多藍鳥，藍鳥送出何塞·雷耶斯及其他小聯盟球員
。7月29日代表多倫多藍鳥的首場比賽,在主場羅傑斯中心打第一棒,最後成績5打數3安打3打點包含3局下半的2分全壘打,是代表藍鳥隊的首支全壘打幫助球隊以8-2大勝費城費城人。

### 2018年
12月11日，遭藍鳥隊釋出。

### 2019年
1月4日，他以底薪55.5萬美金與洋基隊簽下一年合約。合約內還包含不得交易條款。在狄迪·葛雷格里斯受傷期間，他擔任洋基隊的主力游擊手。不過他僅出賽5場就進入傷兵名單。6月7日，他進入60天傷兵名單。
7月25日，托洛維斯基宣布退休。

## 獎項及獎章
- 明星賽 ：2010年、2011年
- 國家聯盟 金手套獎：2010年、2011年
- 國家聯盟 銀棒獎 ：2010年、2011年
- 國家聯盟單月最佳球員 ：2010年9月
- 完全打擊：（2009年8月10日）

## 外部連結
- 球員資訊和成績在MLB ，ESPN ，Retrosheet ，Baseball Reference ，Baseball Reference (Minors) ，Fangraphs ，The Baseball Cube （英文）
- 2005 Draft Results at BaseballAmerica.com （页面存档备份，存于）
- Minor League Splits and Situational Stats[永久]